# 울산 삼산동 묻지마 살인 사건
울산 삼산동 묻지마 살인 사건은 2014년 7월 27일 대한민국 울산광역시 남구 삼산동에서 발생한 묻지마 살인 사건이다.

## 사건
23살인 장성환은 2014년 7월 27일 새벽 3시경까지 울산광역시에 있는 주점과 식당, 노래방 등에서 별거 중인 아버지와 함께 술을 마시다가 아버지로부터 “너는 돈도 안 벌어오고 뭐하는 것이냐”라는 말을 듣게 되자 홧김에 집으로 가 주방에서 칼을 챙겨나와 울산 여러곳을 2시간 넘게 배회하다 2014년 7월 27일 오전 6시경 친구의 생일 파티를 하고 집으로 가려고 울산광역시 남구 삼산동의 한 대형 쇼핑몰 앞 버스 정류장에서 버스를 기다리던 18살의 여고생을 수차례 찔러서 살해했다. 그 직후, 장성환은 자해 소동을 벌였으나 생명에는 지장이 없었으며 도주하다 비명을 듣고 쫓아간 40대 남성 이 모씨에게 붙잡혔고 목격자의 신고를 받고 출동한 울산 남부경찰서 소속 경찰관에 의해 체포되었다.
경찰의 한 관계자는“장씨가 무직 상태이고 부모님이 별거 중이라서 여러 가지로 스트레스를 많이 받은 것으로 추정된다며 “일면식도 없는 여대생을 우발적으로 살해한 것 같다”고 말했다.

## 재판
이후 구속기소되었던 장씨는 재판 과정에서 "범행 당시 만취 상태로 심신상실 혹은 심신미약 상태에 있었다."고 주장했지만 2014년 10월 27일 이기석 울산지방검찰청 차장검사는 "피고인이 일면식도 없는 여대생을 여러차례 흉기로 찔러 살해했고 범행이 잔혹해 법정 최고형인 사형을 구형"하자 울산지방법원 제1형사부(재판장 김원수 부장판사)는 11월 21일 열린 선고 공판에서 "피고인은 모르는 사람의 소중한 생명을 앗아갔다"며 "가족들을 위해 아무런 피해도 갚지 않았고 반성의 기미도 보이지 않았다"는 이유로 피고인의 주장을 받아들이지 않고 징역 25년형, 위치 추적 전자 장치 10년 간 부착을 선고했다. 피고인과 검사의 항소로 2015년 3월 29일 부산고등법원에서 계속된 항소심에서 재판부는 장씨가 범행 직후 “대한민국이 싫다. 나 혼자 죽기는 그렇고 누구 하나 같이 죽어야 된다”라고 말한 점 등 범행 수법과 범행 이후 태도를 근거로 피고인의 주장을 인정하지 않으면서“장씨가 18살 여고생을 칼로 31회나 내려 찍는 등 ‘묻지마 살인’을 저질렀다는 점에서 사회 공동체 전체가 장씨의 잠재적 범행 대상이 될 수 있다.”며 “이 사건으로 인해 신입생이던 여고생은 이유도 모른 채 생명을 잃게 됐다”고 지적하면서 원심을 유지하면서 항소를 기각했다.